# Kwas 3-hydroksymasłowy
Kwas 3-hydroksymasłowy – organiczny związek chemiczny z grupy hydroksykwasów. Jest związkiem chiralnym, w związku z czym występuje w formie dwóch enancjomerów. Związek występujący naturalnie w organizmie człowieka ma konfigurację D(−). Należy do tzw. ciał ketonowych Powstaje w wątrobie z acetooctanu (powstałego z acetylo-CoA) i gdy stężenie glukozy we krwi jest niskie, może zostać użyty przez organizm jako źródło energii. Podczas kwasicy ketonowej stężenie kwasu 3-hydroksymasłowego we krwi wzrasta.
Związek ten jest używany do syntezy biodegradowalnych tworzyw sztucznych.